# Dubbelt Willinge (1627-1697)
Dubbelt Willinge (20 augustus 1627 - Peize, 2 juli 1697) was een Nederlandse bestuurder in Drenthe.
Willinge was een zoon van de ette voor het dingspel Noordenveld Jan Willinge (ca. 1595-1667) en Roelfien Schuringe. Willinge werd evenals zijn vader door de eigenerfden gekozen tot ette voor het dingspel Noordenveld. Hij vervulde deze functie van 1665 tot 1697, het jaar van zijn overlijden. In 1674 werd hij benoemd tot gedeputeerde van Drenthe.
Willinge trouwde in 1648 met Lucretia Homan. Na haar overlijden hertrouwde hij op 15 april 1683 te Wapserveen met Anna Timans, dochter van de ette en rentmeester van Assen Lucas Timans en Christina Kiers. Hun zoon Jan en kleinzoon Dubbelt werden evenals hun voorvaders gedeputeerden van Drenthe. Het geslacht Willinge drukte gedurende een lange periode een stempel op  het bestuur van Drenthe.